# DB-Baureihe 712
Die Baureihe 712 umfasst verschiedene Profil-Messfahrzeuge der Deutschen Bahn. Sie gehören zur Gruppe der Bahndienstfahrzeuge. Mit ihnen wird das Lichtraumprofil in Eisenbahntunneln kontrolliert.

## 712 001
Die Profilmessung erfolgt bei diesem Fahrzeug mechanisch mittels Messstangen, weshalb es auch als „Tunneligel“ bezeichnet wird.

## 712 002
Der 712 002 ist ein elektronisch arbeitender Profil-Messtriebwagen (PROM). Er wurde 1993 von der Deutschen Plasser an die Deutsche Bahn ausgeliefert
und beim Bw Karlsruhe 1 in Dienst gestellt.
Später kam der Triebwagen in die Zuständigkeit des  Bw Minden.

### Wagenkasten und Drehgestelle
Der Rahmen des Fahrzeugs wurde selbsttragend ausgeführt. Der geschweißte Wagenkasten stützt sich auf dem Rahmen auf. Unter dem Rahmen befinden sich zwei zweiachsige Drehgestelle.

### Messausrüstung und Innenraum
Auf dem Dach des Triebwagens wurde ein Lehrstromabnehmer angebracht. Die Messsäule mit der Messelektronik kann durch eine Schiebetüre freigegeben werden. Gegenüber seinem Vorgänger 712 001 kann das Fahrzeug mit seiner berührungslosen Technik eine fünfmal höhere Geschwindigkeit im Arbeitsgang realisieren.
In dem Wagenkasten sind ein Aufenthaltsraum mit Nasszelle, Küche, ein Raum mit der Messsäule und ein Elektronikraum angeordnet.

### Antrieb
Ist der 712 002 auf Streckenfahrt, treibt ein Zwölfzylinder-Dieselmotor den Triebwagen an. Während einer Untersuchungsfahrt hilft ein weiterer Vierzylinder-Motor mit einer Leistung von 44 kW, der über einen nachgeschalteten Kriechmotor verfügt.

## 712 101
1997 lieferte die Deutsche Plasser das Triebfahrzeug 712 101 (LIMEZ II) aus. Der zugehörige antriebslose Messwagen 713 001 wird buchmäßig mit „falscher“ Nummerierung ebenfalls in der Baureihe 712 geführt.
Der Messzug war im Bw Wanne-Eickel zu Hause. Nach nicht einmal zehn Einsatzjahren wurde er im Januar 2005
ausgemustert und im August 2014 samt Beiwagen verschrottet.